# Ливистона китайская
Ливистона китайская (лат. Livistona chinensis) — вид растений рода Ливистона (Livistona) семейства Пальмовые (Arecaceae).

## Ботаническое описание

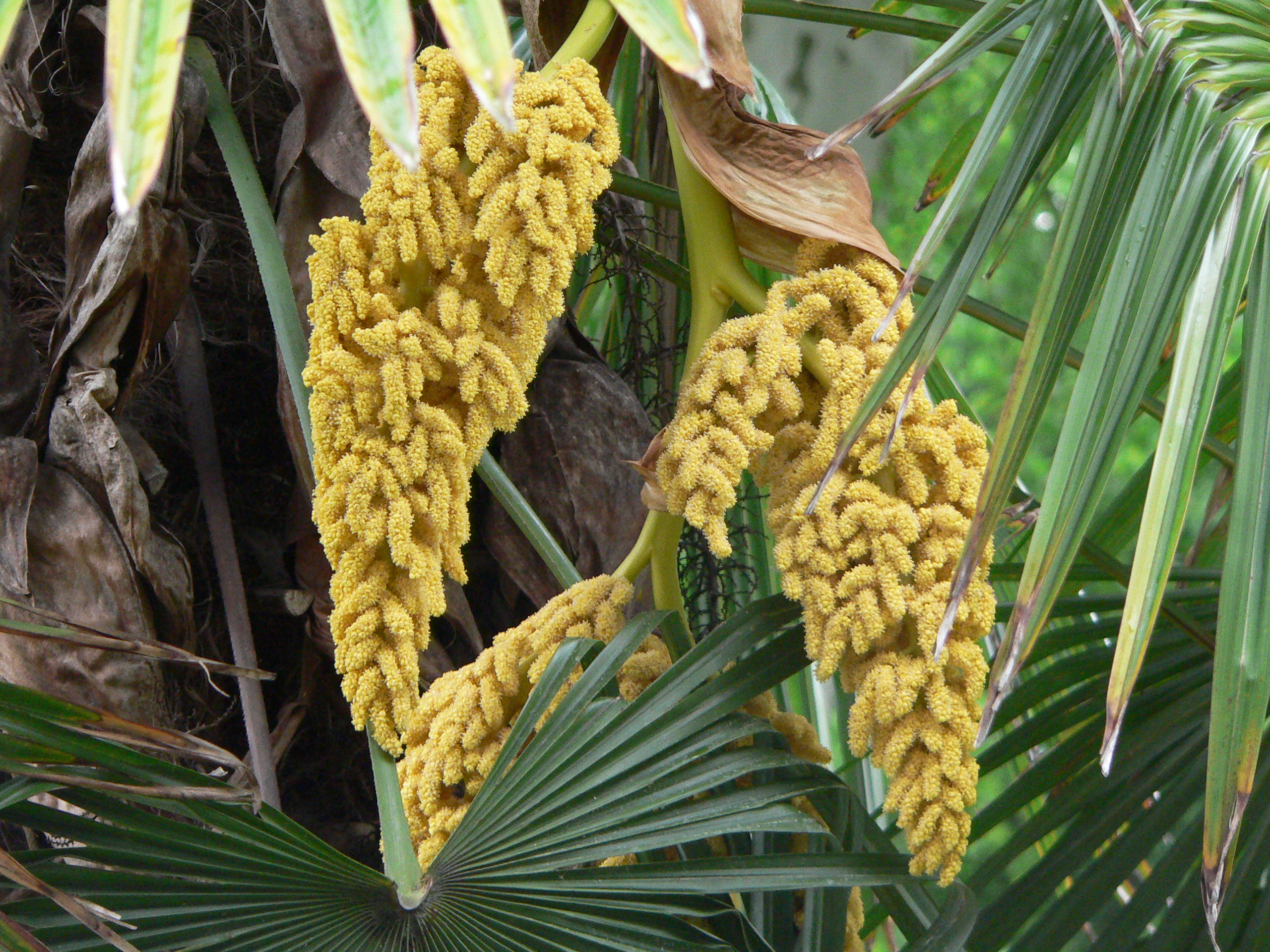
Соцветия

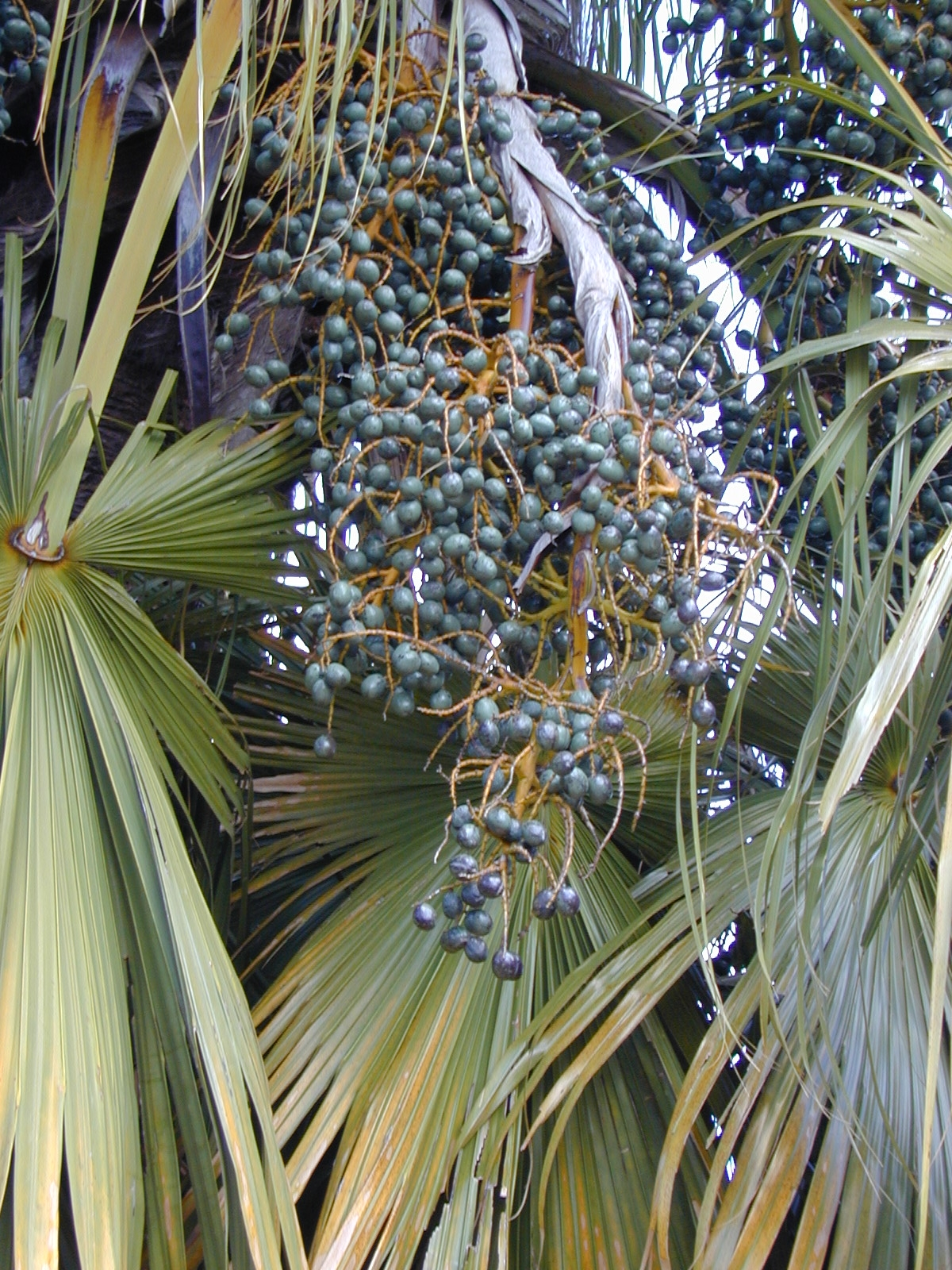
Плоды

Обоеполая пальма с одиночным стволом до 15 м высотой, 20—30 см в диаметре на высоте груди, листовые рубцы неясные, шероховатые и с остатками волокон, светлоокрашенные, междоузлия узкие, неправильные, с возрастом коричневые или серые, пеньки черешков не стойкие, заметны продольные трещины. Листья в числе 40—60 образуют крону от шаровидной до яйцевидной формы; черешки слегка изогнутые, до 180 см длины, около 15 см ширины посередине, адаксиально плоские или слегка ребристые, их поверхность голая; края с одиночными изогнутыми шипами в проксимальной половине или менее или иногда отсутствуют, дистальные края в остальном острые и слегка крылатые; шипы 2—20 мм длиной, шиловидные, от зелёного до чёрного цвета; волокна у основания листа не выпуклые, грубые, распадающиеся; ребристо-веерная пластинка, правильно сегментированная, от полукруглой до почковидной, 120—200 см длиной, 120—180 см шириной, светло-желтовато-зелёная с обеих сторон, матовая или глянцевая, не восковая; пластинка разделена на 45—55 % длины, с 50—90 члениками, глубина вершинной щели около 13 % длины членика, вершинные лопасти повислые; нижние сегменты 2—5 мм шириной, нитевидные, параллельных жилок по 8—9 с каждой стороны средней жилки; поперечные жилки тоньше параллельных; язычок высотой около 3 см.
Соцветия в основании не ветвистые, 100—120 см длиной, не выходящие за пределы кроны, слабоизогнутые, разветвленные до 3 порядков; 6—7 парциальных соцветий; рахиллы 10—18 см длиной, до 9 мм в диаметре, голые; цветоносы отсутствуют; прицветники рахиса войлочно-опушённые или чешуйчатые, рыхлотрубчатые, с возрастом распадающиеся на открытые щитковидные волокна, коричневые, с острой вершиной. Цветки в соцветиях по 4—7, почти шаровидные в бутонах, 2—2,5 мм длиной, от белых до желтоватых; чашелистики черепитчатые, около 1,5 мм длиной, округлые, края прозрачные, внутренняя поверхность бороздчатая; лепестки треугольные, заострённые на вершине, мясистые, длиной около 2,2 мм, шириной около 2 мм; нити в основании сросшиеся, в верхней части свободные, соединительнотканные толстоватые, около 0,5 мм длиной; пыльники около 0,5 мм длины; столбик резко сужается, примерно такой же высоты, как и пыльники. Плоды шаровидные, почти шаровидные, эллипсовидные или грушевидные, длиной 15—26 мм, шириной 9—18 мм, блестящие от сине-зелёного до ярко-зелёного; эпикарпий керамический; линия шва проходит на всю длину плода, отмечена губообразными структурами; мезокарпий около 1,5 мм шириной, мясистый, слегка маслянистый, умеренно волокнистый, эндокарпий деревянистый, около 0,5 мм шириной; цветоножка 2—3 мм длиной. Семена шаровидные или от полушаровидных до эллипсоидных, около 14 мм длиной, около 10 мм шириной; эндосперм занимает примерно половину или две трети семени, внутри имеется полость, заполненная коричневой кристаллической тканью; зародыш супра-латеральный или латеральный. Эофиллы в семенах 7-рёберные.

## Распространение и экология
Восточная Азия: на юге Японии, Тайване, островах Рюкю, юго-востоке Китая и острове Хайнань. Растёт в прибрежных тропических лесах, часто на песчаных почвах.
Вид натурализовался в Южной Африке, на Маврикии, Реюньоне, Андаманских островах, Яве, Новой Каледонии, Микронезии, Гавайях, Флориде, Бермудских островах, Пуэрто-Рико и Доминиканской Республике

## Значение и применение
Вид широко выращивается в качестве декоративного растения в тропических и субтропических районах мира.
Листья используются для изготовления шляп, вееров, метел и плащей в провинции Гуандун в Китае.

## Синонимы
- Chamaerops biroo Siebold ex Mart. (1838)
- Corypha robusta H.Wendl. ex Devansaye (1875), nom. superfl.
- Latania chinensis Jacq. (1801)basionym
- Latania oliviformis (Hassk.) Devansaye (1875)
- Livistona chinensis var. subglobosa (Hassk.) Becc. (1920)
- Livistona japonica Nakai ex Masam. (1929)
- Livistona mauritiana Wall. ex Mart. (1838), pro syn.
- Livistona oliviformis (Hassk.) Mart. (1853)
- Livistona sinensis Griff. (1850), orth. var.
- Livistona subglobosa (Hassk.) Mart. (1853)
- Saribus chinensis (Jacq.) Blume (1838)
- Saribus oliviformis Hassk. (1842)
- Saribus subglobosus Hassk. (1842)